# Sint-Salvatorkerk (Booischot)

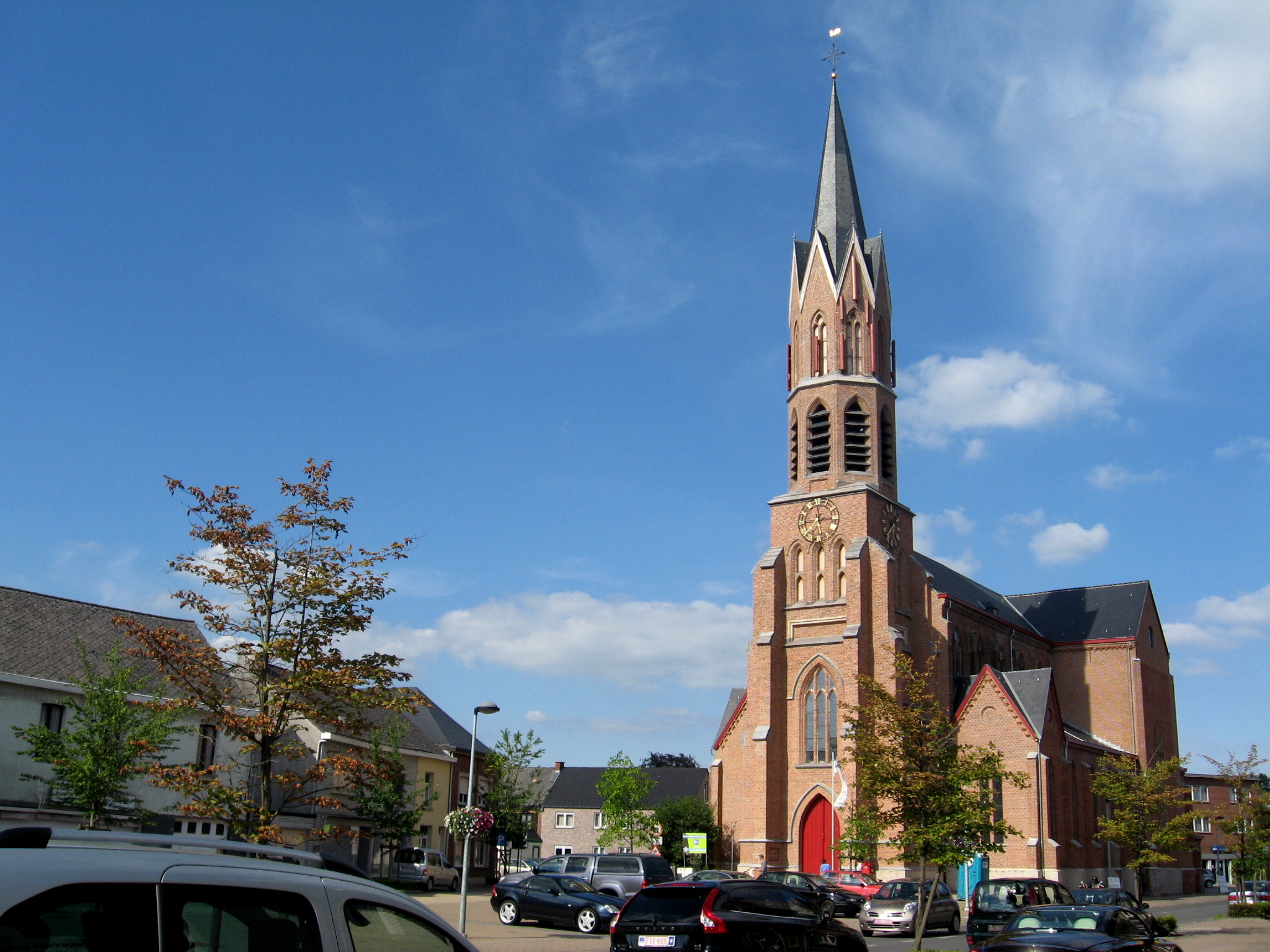
Sint-Salvatorkerk

De Sint-Salvatorkerk is de parochiekerk van de tot de Antwerpse gemeente Heist-op-den-Berg behorende plaats Booischot, gelegen aan de Dorpsstraat 38.

## Geschiedenis
Booischot behoorde vanouds tot de Sint-Lambertusparochie te Heist-op-den-Berg. In 1410 werd een kapel gebouwd die in 1418 werd verheven tot kapelanie.
Hoewel het gehucht toenam in inwonertal bleef de stichting van een zelfstandige parochie eeuwenlang uit. In 1666 werd de kapel vergroot. In 1800 werd deze verheven tot hulpkerk. In 1816-1817 werd de kapel vergroot naar ontwerp van Jozef-Karel della Faille de Leverghem.
In 1856 werd de kapel gesloopt en vervangen door een neogotisch kerkgebouw naar ontwerp van Joseph Schadde. Oorspronkelijk was de bedoeling dat de toren en het koor van de oude kerk gespaard zouden blijven, maar dit bleek vanuit bouwkundig oogpunt niet haalbaar. In 1863 was de kerk gereed.

## Gebouw
Het betreft een driebeukig georiënteerd kerkgebouw met een niet-uitspringend transept en vijfzijdig afgesloten koor. De slanke voorgebouwde westtoren heeft vijf geledingen. De onderste drie geledingen vormen een basis op vierkante plattegrond met daarboven twee smallere, achthoekige, geledingen. De vijfde geleding is voorzien van puntgeveltjes en de achtkante spits.
De kerk was vroeger omringd door een kerkhof. Enkele 19e-eeuwse grafstenen van notabelen werden in de kerkmuren ingemetseld.

## Interieur
Het interieur wordt overkluisd door een kruisribgewelf.
De kerk bezit enkele 17e-eeuwse schilderijen zoals: Sint-Franciscus ontvangt het Jezuskind uit de school van Gaspar de Crayer en de evangelisten Sint-Johannes en Sint-Lucas.
Het meeste kerkmeubilair stamt uit de 19e eeuw en is neogotisch. Uit de 1e helft van de 18e eeuw stammen de communiebank en één der biechtstoelen. Ten noorden van de kerk bevindt zich een grafmonument van de familie della Faille de Leverghem, waarin ook de boswachter, de rentmeester en de diensmeid werden bijgezet.